# Nube estelar

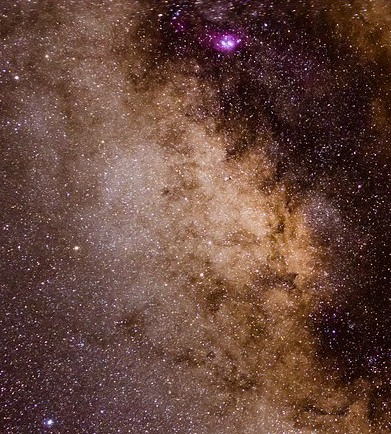
Gran Nube estelar de Sagitario

 Una nube estelar es una zona de gran densidad estelar que está en una galaxia. No es un verdadero cúmulo estelar, por carecer generalmente de atracción gravitacional. Las estrellas que forman la nube en realidad pueden no estar próximas entre sí, sino que simplemente están en la misma línea de visión.
La nube estelar más conocida es el objeto Messier 24 o Pequeña Nube Estelar de Sagitario. Otros ejemplos en la Vía Láctea son: Nube estelar Cygnus, Nube estelar Scutum, Gran Nube estelar de Sagitario y la Nube estelar de Norma. 
También hay nubes estelares catalogadas en el Nuevo Catálogo General (NGC) como la asociación OB NGC 206 (en la Galaxia de Andrómeda). 

imagen de Messier 24